# Serpula granulosa
Serpula granulosa är en ringmaskart som beskrevs av Marenzeller 1885. Serpula granulosa ingår i släktet Serpula och familjen Serpulidae. Inga underarter finns listade i Catalogue of Life.